# Federación de Estudiantes Colimenses
La Federación de Estudiantes Colimenses (FEC) es una organización estudiantil que tiene su sede central en el municipio de Colima que aglutina a estudiantes de secundaria, bachillerato y universidad en el estado, cuyo principios y valores; ha dejado un legado trascendental en la comunidad estudiantil colimense.

## Historia y antecedentes de la FEC
Han pasado ya 71 años desde que en 1954, un estudiante Colimense llamado Jorge Humberto Silva Ochoa quien en ese entonces fungía como Presidente de la Sociedad de Alumnos de la secundaria # 2 del Estado de Colima logró interesar a unos jóvenes compañeros de su propia escuela y algunos presidentes de otras secundarias a reunirse en una agrupación cuyo principal fin seria velar por los derechos de los estudiantes, esto llamó la atención de muchos jóvenes quienes de inmediato iniciaron acciones de proselitismo para atraer el interés de alumnos del Instituto Tecnológico y de las escuelas secundarias, quienes al reunirse al proyecto propugnaron por la organización de una federación estudiantil.
Estos jóvenes estudiantes Colimenses conjuntaron ideas y estructuraron planes de la naciente organización estudiantil. En diciembre de ese año acordaron realizar el 4 de enero de 1955 el congreso constituyente de la naciente Federación de Estudiantes Colimenses.
Posteriormente, en el conocido “Parque Hidalgo”, quedó integrada la organización, nombrándose el Primer Comité Ejecutivo estatal, que encabezó Roberto Vázquez López, como presidente y como vicepresidente a Sergio Miguel Carrillo Huerta, quien ante la ausencia del presidente, tomó las riendas de la federación estudiantil Colimenses.
A 60 años de su fundación, la Federación de Estudiantes Colimenses no ha perdido el sentido de su creación y su lucha. En su tiempo fue una necesidad real y un genuino proceso de expresión estudiantil. Actualmente, la FEC prosigue con esa mística de servicio hacia la juventud.

## Su Impacto Social
Es innegable la importancia que ha tenido el movimiento estudiantil institucionalizado en nuestro estado desde hace casi 70 años. En las distintas vertientes que confluyeron en la actual Federación de Estudiantes Colimenses, se formaron muchos de los ciudadanos que luego integrarían la clase política, el sector empresarial o la intelectualidad de la entidad.
“El destino de la organización estudiantil ha estado ligado al de las grandes instituciones educativas de estado, señaladamente el Instituto Superior de Educación Normal de Colima (ISENCO), las escuelas secundarias técnicas, que luego darían lugar a los CBTIS y al Instituto Tecnológico de Colima y por supuesto la Universidad de Colima. 
En tiempos en que la autoridad política del país veía a los estudiantes como a una amenaza para la paz social, los gobernantes de Colima supieron reconocer, luego de muchas resistencias, el aporte de una federación estudiantil al desarrollo de la educación superior de Colima. 

## Logros y alcances de la FEC
La historia reciente de la FEC testimonia más de tres décadas sin huelgas, sin movilizaciones estudiantiles y mucho menos enfrentamientos violentos con el gobierno del estado.
A la unidad de los estudiantes se han sumado los trabajadores, las mujeres universitarias y egresadas y ninguna renuncia a su propia identidad porque así han hecho más fuerte a la universidad.
La FEC ha sido parte fundamental de las reformas educativas más trascendentales en el estado, tales como la concepción de la autonomía de la Universidad de Colima, la cual fue lograda en el año de 1962 movimiento encabezado por el entonces Presidente Lic. Jorge Humberto Silva Ochoa. De igual manera el 22 de diciembre de 1972 en el seno del Consejo Universitario fue aprobado por la unanimidad el acuerdo de promover una iniciativa de reforma al art. 8 de La Ley Orgánica de la Universidad, para alcanzar paridad en la representación de los concejales de dicho órgano de gobierno” 
En junio de 1966 se expidió el reglamento de la Ley Orgánica consintiendo representatividad y razón a los estudiantes. Un año más tarde, el gobernador reconocería que: “Los Universitarios de colima son limpios de mente y limpios en sus procedimientos y no han realizado ninguna acción que dañe su Universidad y su patria”.
El 20 de junio de 1972, ante el Concejo de la Universidad de Colima, por la propuesta oficial de avanzar una reforma educativa concertada con la asociación nacional de Universidades e Institutos de Educación Superior, la FEC postuló una verdadera reforma que resolviera “El problema de la falta de preparación de los profesores y la irresponsabilidad de las autoridades Universitarias”, que habían tomado a la Universidad como trinchera política. Rechazaban la división ocasionada por los precandidatos a la gubernatura, pero sobre todo impugnaban la exclusión del estudiantado en la estructuración de las reformas a la Ley Orgánica. La organización se tornaba participativa y actuante dentro del ámbito de La Universidad y de la sociedad colimense.
Los primeros comités ejecutivos estatales de la FEC actuaron con la inexperiencia de los dirigentes y la desconfianza de las autoridades educativas, que no proporcionaban apoyo pero sí obstaculizaban las actividades. Incluso, se llegó a pensar en la extinción del la FEC.
Uno de los logros más importantes de la FEC es el derecho al 50% en el uso del transporte público colectivo a los militantes de nuestra organización.
La federación se ha preocupado por fomentar su trabajo con las bases que le dan sustento, respondiendo con programas encaminados a lograr la excelencia académica, idea compartida con la Universidad de Colima.

## Presidentes
| Dirigente                         | Periodo       |
| --------------------------------- | ------------- |
| Ángel Mario Martínez Torres       | 1956 - 1957   |
| Jaime Enríquez Casillas           | 1958 - 1959   |
| Guillermo Carmona Villalobos      | 1959 - 1960   |
| Raúl Gordillo Lozano              | 1960 - 1961   |
| Juan José Farías Flores           | 1961 - 1962   |
| Humberto Silva Ochoa              | 1962 - 1964   |
| Luis Humberto Cárdenas Alcaraz    | 1965 - 1966   |
| José Antonio Arellano Amezcua     | 1966 - 1967   |
| Rodrigo Rosales Escobar           | 1967          |
| Felipe Chávez Carrillo            | 1967 - 1968   |
| Arturo Figueroa Cárdenas          | 1968 - 1970   |
| J. Rosario Mejía Larios           | 1968 - 1969   |
| Héctor Pizano Aguilar             | 1969          |
| Agustín Martell Valencia          | 1970          |
| Fernando Moreno Peña              | 1970 - 1971   |
| Ramón Pérez Díaz                  | 1971          |
| Arnoldo Ochoa González            | 1972 - 1973   |
| Arturo Aguilera Cosío             | 1973 - 1974   |
| Enrique Armando Salazar Abaroa    | 1974 - 1975   |
| Fernando Moreno Peña              | 1975 - 1976   |
| José Ernesto Ceseña               | 1976 - 1979   |
| Zenén Campos Beas                 | 1979 - 1984   |
| Alfonso Muñiz Gaytán              | 1984 - 1988   |
| Gregorio Barbosa García           | 1988 - 1989   |
| Claudia Angélica Alcaraz Munguía  | 1989 - 1992   |
| Adrián López Virgen               | 1992 - 1995   |
| Francisco Alberto Zepeda González | 1995 - 1998   |
| Víctor Javier Aldana Lozano       | 1998 - 2002   |
| Enoc Francisco Morán Torres       | 2002 - 2005   |
| José Ernesto Pasarín Tapia        | 2005 - 2008   |
| Luis Fernando Mancilla Fuentes    | 2008 - 2013   |
| Héctor Magaña Lara                | 2013–2017     |
| Joel Nino Jr.                     | 2017 - 2021   |
| Camilo Alejandro García Morales   | 2021-2025     |
| Jaime Alejandro Novela Castañeda  | 2025-Presente |

- Datos: Q5857360